# Никитюк, Андрей Александрович
Андре́й Алекса́ндрович Никитю́к (укр. Андрій Олександрович Никитюк; род. 16 августа 1994, Владимир-Волынский, Волынская область) — украинский футболист, полузащитник

## Биография
Воспитанник любительского клуба БРВ-ВИК из города Владимир-Волынский. С 2007 по 2011 год провёл 75 матчей и забил 14 голов в чемпионате ДЮФЛ. Осенью 2012 года сыграл 2 поединка в составе киевского «Динамо» в юношеском (до 19 лет) первенстве Украины .
Летом 2013 присоединился к составу луцкой «Волыни». 13 сентября того же года дебютировал за молодёжную (до 21 года) команду «крестоносцев» в выездной встрече против киевского «Арсенала». В 2013 году участвовал в XXVII летней Универсиаде в Казани в составе студенческой сборной Украины.
14 мая 2016 дебютировал в составе «Волыни» в выездной игре Премьер-лиги против ужгородской «Говерлы», заменив на 80-й минуте Андрея Богданова.

## Статистика
| Клуб   | Лига         | Сезон   | Чемпионат | Чемпионат | Кубок | Кубок | Дубль | Дубль |
| Клуб   | Лига         | Сезон   | Игры      | Голы      | Игры  | Голы  | Игры  | Голы  |
| ------ | ------------ | ------- | --------- | --------- | ----- | ----- | ----- | ----- |
| Волынь | Премьер-лига | 2013/14 |           |           |       |       | 17    | 1     |
| Волынь | Премьер-лига | 2014/15 |           |           |       |       | 18    | 3     |
| Волынь | Премьер-лига | 2015/16 | 1         | 0         |       |       | 25    | 2     |